# Mount Macpherson
Mount Macpherson är ett berg i Antarktis. Det ligger i Östantarktis. Australien gör anspråk på området. Toppen på Mount Macpherson är 2 360 meter över havet.
Terrängen runt Mount Macpherson är kuperad åt sydost, men åt nordväst är den platt. Mount Macpherson är den högsta punkten i trakten. Trakten är obefolkad. Det finns inga samhällen i närheten. 